# 切舍姆站
切舍姆站（英語：Chesham tube station）是倫敦地鐵的一個車站，位於白金漢郡切舍姆。切舍姆站是大都會線切舍姆支線的車站，也是切舍姆支線唯一的車站，位於倫敦第9收費區。車站開通於1889年7月8日，是英國二級登錄建築。

## 外部連結
- Transport for London（页面存档备份，存于）,
- Chesham Town Council （页面存档备份，存于）